# Howard Buten

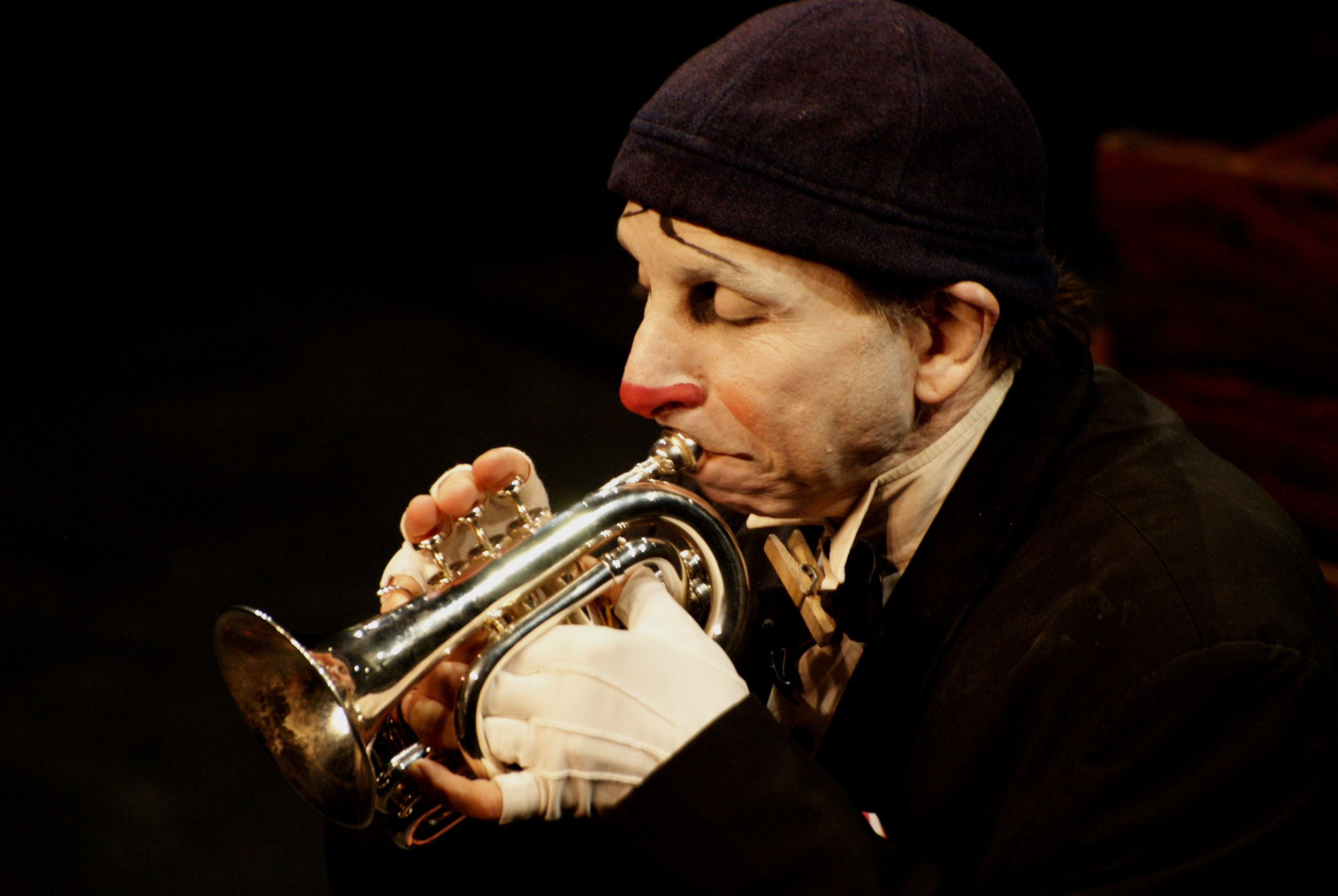
Howard Buten als Buffo, 2008

Howard Buten (* 1950 in Detroit; † 3. Januar 2025 in Plomodiern, Bretagne) war ein US-amerikanischer Psychiater und Clown.

## Leben
Er leitete das 1996 von ihm selbst gegründete Zentrum für autistische Kinder „Adam Shelton“ im Pariser Stadtteil Saint-Denis.
Seit 1975 war er als Zirkusclown Buffo tätig und trat unter anderem bei Bartik und im Super Circus auf. In den 1970er-Jahren entwickelte er eine Musicalclownerie, wobei er mit Symphonieorchestern zusammenarbeitet. Auf der Bühne arbeitete er auch mit dem Musiker Pierre Amoyal zusammen. Der Dokumentarfilmer Georg Stefan Troller verewigte Buten 1988 in seiner Personenbeschreibung "Drei Gesichter eines Clowns".
Buten hat sieben Romane und ein Kinderbuch geschrieben.
Der seit langem in Frankreich lebende, an Alzheimer erkrankte Howard Buten starb am 3. Januar 2025 im Alter von 74 Jahren in Plomodiern, in der Bretagne.

## Veröffentlichungen
- 1997: Burt (When I Was Five I Killed Myself) Btb bei Goldmann, ISBN 3-442-72110-5
- 2005: Buffo Actes Sud, ISBN 2-7427-5283-8